# Nils-Axel Mörner
För liknande namn se Nils Mörner och Axel Mörner
Stellan Otto Axel Nikolaj (Nils-Axel) Mörner af Morlanda, född 17 mars 1938 i Oscars församling i Stockholm, död 16 oktober 2020 i Saltsjöbaden, var en svensk greve och geolog.

## Biografi
Mörner disputerade i geologi 1969 för filosofie doktorsgrad på avhandlingen om dynamiken hos havens nivå och deras stränder och deras samband med geologiska förändringar i landnivå och istider vid Kattegatt och den svenska västkusten. Därefter blev han docent. Han blev 1991 ledare för enheten för paleofysik och geodynamik vid Stockholms universitet. Enheten avvecklades vid Mörners pensionering 2005.
Han forskade inom flera områden och studerade solvinden, jordens magnetfält och jordbävningar, och publicerade omkring 700 vetenskapliga artiklar om bland annat eustasi (förändringar i havsvattennivå) och isostasi (förändringar i landnivå), fördelning av vattenmassorna i oceanerna och samspelet mellan jordens land- och vattenmassor.
Mörner var mellan 1981 och 1989 ordförande för kommittén för neotektonik under International Union for Quaternary Research(en) (INQUA). Mellan 1997 och 2003 ledde han ett projekt om geomagnetism och klimat under INTAS (International Association for the promotion of cooperation with scientists from the New Independent States of the former Soviet Union). 
Mellan 2013 och 2014 var han "editor-in-chief" för tidskriften Pattern Recognition in Physics(en). Den nystartade tidskriften avslutades inom mindre än ett år av utgivaren Copernicus Publications med motiveringen att “the editors selected the referees on a nepotistic basis, which we regard as malpractice in scientific publishing and not in accordance with our publication ethics we expect to be followed by the editors.”

### Kärnkraft, slutförvar
Mörner var en uttalad motståndare till kärnkraft, och gav i anslutning till folkomröstningen 1980 om kärnkraft ut boken Ecce homo!: rädda oss för Guds skull från kärnkraften och dess fasor. Han påtalade speciellt riskerna med att förvara utbränt kärnbränsle i berg, och invände redan 1978 kraftfullt mot metoden KBS-1 som var underlag för att Ringhals 3 och Forsmark 1 i mars 1979, och något senare Ringhals 4 och Forsmark 2, gavs laddningstillstånd enligt den så kallade Villkorslagen från 1977. Han fortsatte att framföra sin kritik, och inkom med många remissvar i den tre decennier långa forsknings- och utvecklingsprocess som 2011 mynnade ut i en formell ansökan om att bygga ett svenskt slutförvar. Han inkom 2017 med inlagor i den då pågående rättsliga behandlingen av ansökan.

### Slagruta
År 1995 ordnade Mörner utbildning om användning av slagruta i sommarkurser vid Stockholms universitet, och även utanför universitetet. Han hävdade att slagruta kunde användas inte bara för att upptäcka vatten, utan även för att kartlägga Currylinjer och Hartmannlinjer. När detta blev känt i pressen fick han skarp kritik från vetenskapliga företrädare i Sverige och från föreningen Vetenskap och Folkbildning.  Föreningen VoF verkar för att stödja och öka förståelsen för vetenskaplig metodik, och utsåg 1995 Mörner till "Årets förvillare". Mörner höll fast vid sin uppfattning och konflikten eskalerade, och ledde till ett formellt förbud från universitetets ledning för Mörner att genomföra sådan utbildning tills han kunnat presentera vetenskaplig evidens för området. Hösten 1996 ordnade Mörner ett symposium vid universitetet där han presenterade vad han ansåg var bevis till stöd för hans undervisning. Han framförde också sin uppfattning om förekomst av Curry- och Hartmann-linjer i tv-programmet Kvällsöppet den 10 november 1996, samt uppfattningen att dessa kan detekteras med "vinkelpinnar".
Universitetet tillsatte en kommitté som utredde och i december 1996 underkände Mörners påståenden. Föreningen Vetenskap och Folkbildning drog samma slutsats och de uppmärksammade skeptikern och illusionisten James Randi som erbjöd Mörner en belöning på 971 000 dollar (vid denna tid motsvarande 6,8 miljoner kronor) om Mörner kunde visa att slagruta fungerade i ett vetenskapligt kontrollerat experiment. Mörner avböjde erbjudandet, men vidhöll sin inställning 2002 i en dokumentär i svensk tv.

### Havshöjning
Mörner motsatte sig uppfattningen om en framtida höjning av havsnivåerna orsakad av global uppvärmning. År 2007 publicerade han på eget förlag en skrift på 20 sidor med titeln The Greatest Lie Ever Told, som anknyter till hans uppfattning att observationerna de sista 300 åren visar variationer men ingen tydlig trend. Detta står i motsättning till IPCC:s uppfattning att höjningen av havsnivåerna har varit 2-3 mm/år de sista hundra åren. Mörner medgav att satellitdata indikerar en höjning på omkring 1,0 mm/år mellan 1986 och 1996, där de flesta studierna anger ett värde på omkring 3 mm/år.
Mörner hade uppfattningen att höjningen av havsnivån inte skulle överskrida 200 mm, med en spridning på +100±100 mm eller +50±150 mm, baserat på satellitdata från de sista 40 åren och andra observationer de sista 300 åren. År 2004 framhöll presidenten för INQUA (International Union for Quaternary Research(en) att organisationen inte delade Mörners uppfattningar i klimatfrågan.
År 2000 lanserade han ett internationellt forskningsprojekt om havsnivå vid Maldiverna som angavs påvisa frånvaron av pågående havsnivåhöjning. Trots president Gayooms uttalanden om hotet från stigande havsnivå mot landet så drog Mörner slutsatsen att befolkningen på Maldiverna överlevt tidigare nivåhöjningar på 50–60 cm, och att det fanns tecken på en signifikant minskning av havsnivåerna de senaste 30 åren i Indiska oceanen. Dessa slutsatser har dock ifrågasatts i avsaknad av kända mekanismer för minskande havsnivåer och brist på evidens.
I en intervju i juni 2007 beskrev Mörner hur forskning han utfört i Maldiverna hade tagits upp i en dokumentär "Doomsday Called Off" (ung. Inställd domedag). Han nämnde speciellt ett träd han upptäckt som växte nära strandlinjen som stöd för hypotesen om en sjunkande havsnivå. Han hävdade också att detta träd avsiktligt hade förstörts av en grupp australiska forskare som stödde IPCC:s uppfattning om stigande havsnivåer.
Mörners påståenden om att havsnivåerna inte stiger har kritiserats för att inte ta hänsyn till satellitmätningar som visar på motsatsen.

### Familj
Nils-Axel Mörner var son till konstnären Stellan Mörner och Maria Polechko. Han tillhörde ätten Mörner af Morlanda och är begravd på Båstads kyrkogård.